# Susumu Yokota
Susumu Yokota (横田進 Yokota Susumu, sau ススム・ヨコタ Susumu Yokota) este un muzician și compozitor japonez de muzică electronică. Rădacinile lui muzicale pornesc din genurile house și techno, participând ca DJ la evenimentele ce reprezentau și promovau aceste genuri, cum ar fi "I Love Techno" de la începuturile anilor 1990. Peste ani muzica lui a evoluat spre genurile ambient și ambient techno. Albumul ‘’Sakura’’ din 2000, și  Symbol din 2004, îi aduc faimă și recunoștință mondială, A lansat câteva albume sub pseudonime ca Stevia, Ebi, și altele. Susumu Yokota și-a lansat lucrările sale diferite case de discuri, cel mai recent album fiind lansat la Lo Recordings în colaborare cu Skin Tone.

## Discografie
Susumu Yokota și-a lansat release-urile sub diferite alias-uri, adesea schimbându-le pentru diferite case de discuri.

### Susumu Yokota
Albume
- Acid Mt Fuji (1994)
- Magic Thread (1998)
- 1998 (1998)
- Image 1983-1998 (1998)
- 1999 (1999)
- Sakura (1999)
- Mix (1999)
- Zero (2000)
- Zero Remixes (2001)
- Grinning Cat (2001)
- Will (2001)
- Sound of Sky (2002)
- The Boy and the Tree (2002)
- Over Head (2003)
- Laputa (2003)
- Baroque (2004)
- Symbol (2005)
- Wonder Waltz (2006)
- Triple Time Dance (2006)
- Love or Die (2007)
- Mother (2009)
- Kaleidoscope (2010)
- Dreamer (2012)

EP-uri
- Mix (2000)
- Zero Remixes EP Vol. 1 (2000)
- Zero Remixes EP Vol. 2 (2001)
- Zero Remixes EP Vol. 3 (2001)
- Arm (2002)

Single-uri
- Blood of Angel (1998)
- Future Memory (1999)
- Come on My World (2000)
- Could Heaven Ever Be Like This (2001)
- King of Darkness (2002)
- Rainbow Flag (2003)

Compilații
- Skintone Collection (2007)

### Anima Mundi
Albume
- Anima Beat (1996)

EP-uri
- Nebula (1996)

### Ebi
Albume
- Zen (1994)
- Ten (1995)

EP-uri
- Hi (1993)
- Liveacid (1994)
- Fat Shrimp (1995)

### Prism
Albume
- Metronome Melody (1995)
- Fallen Angel (1997)

EP-uri
- Metronome Melody (1996)
- Fallen Angel Club Mix (1997)

### Ringo
Albume
- Plantation (1995)

### Stevia
Albume
- Fruit of the Room (1997)
- Greenpeace (1998)

### Ying & Yang
EPv
- A Magic Cap in the Sky (1994)
- Grand (1997)

### Yokota
Albume
- Frankfurt Tokyo Connection (1993)
- Cat, Mouse and Me (1996)

Single-uri
- Panicwaves (1994)
- Wait for a Day (1997)
- One Way (1997)

### 246
EP-uri
- Vol. 1 (1994)
- Vol. 2 (1995)

### cu Rothko
Albume
- Distant Sounds of Summer (2005)

EP-uri
Waters Edge (2002)